# Зак, Александр Наумович
Александр Наумович (Николаевич) Зак (5 октября 1890, Москва — 1955, Нью-Йорк, США) — российский экономист, приват-доцент Петроградского университета. Автор работ по финансово-экономическим вопросам.
Учился в Санкт-Петербургском политехническом институте и юридическом факультете Московского университета. Печатался в «Русской мысли», «Торгово-промышленной газете», «Биржевых ведомостях», «Вестнике финансов» и других изданиях.
Пожив в Эстонии, с середины 1920-х годов он стал профессором права в Париже и написал несколько работ на тему легитимности и содержания государственного долга.

## Публикации
Книги
- «Крестьянский поземельный банк» (М., 1911)
- «Русское облигационное право» (Петроград, 1917)
- Финансирование аграрной реформы — Петроград : тип. Ред. период. изд. М-ва фин., 1917. — [2], 57 с.; — (Аграрные вопросы в России; Вып. 3)
- «Немцы и немецкие капиталы в русской промышленности» (Петроград, 1918)
- «Денежное обращение и эмиссионная операция в России» (Петроград, 1918)

Статьи в Вестнике финансов, промышленности и торговли, 1917
- Русско-американские экономические отношения, № 10, С. 464—470.
- Финансирование аграрной реформы № 25, С. 466—470; № 26, С. 499—505; № 27, С. 002—008.
- Облигационное дело в России № 35, С. 252—262.